# Gvardejsk
Gvardejsk (russisk: Гвардейск, tr. Gvardejsk), indtil 1946 kendt som Tapiau (tysk: Tapiau; litauisk: Tepliuva eller Tepliava; polsk: Tapiewo) er en by og det administrative center i rajonen af samme navn i Kaliningrad oblast, Rusland. Byen ligger på højre bred af floden Pregolja, 38 km øst for Kaliningrad. Gvardejsk har 13.962(2023) indbyggere.

## Historie
Peter af Dusburg skrev i 1254 om en by ved navn Tapiow, og det nærtliggende fort Surgurbi fandtes i 1265. Navnene stammer fra gammelpreussisk, hvor tape betyder "varme", mens sur gabis betyder "rundt om bjerget". Under de preussiske korstog i 1200-tallet blev området erobret af riddere fra Den Tyske Orden. For at beskytte Samland fra nadruvianere og skalduvianere (to tidligere preussiske folkeslag) opførte ridderne et træfort mellem floderne Deime og Pregolja 1283-1290. Dette blev i 1351 erstattet af Tapiau Slot, en såkaldt Ordensburg af sten.
Bosættelsen kom efterhånden til at blive kendt som Tapiau. Vytautas, senere kendt som storfyrste af Litauen, blev døbt i Tapiau i 1385. Efter at sædet for stormesteren af den Tyske Orden blev flyttet fra Marienburg til Königsberg blev Tapiau hjemsted for ordenens arkiv og bibliotek i perioden 1469 til 1722.
Tapiau kom til at høre under hertugdømmet Preussen i 1525. Tapiau Slot blev ofte brugt som alternativt sæde for de preussiske hertuger; således døde Albrecht af Preussen her i 1568. I 1701 blev byen en del af kongeriget Preussen og fik stadsret af kong Frederik Vilhelm 1. af Preussen i 1722. Den hørte under provinsen Østpreussen og blev en del af det Tyske Kejserrige ved Tysklands samling 1871.
I modsætning til de fleste andre byer i det nordlige Østpreussen blev Tapiau næsten ikke beskadiget under anden verdenskrig. Efter krigen blev byen annekteret af Sovjetunionen og omdøbt til Gvardejsk ("vagtby") i 1946. Byen havde haft en tysk befolkning på omkring 9.000, hvoraf en hel del var enten flygtet eller dræbt i de sidste måneder af krigen; stort set resten af tyskerne blev fordrevet, og byen blev efterhånden befolket af sovjetiske tilflyttere.